# Еболі
Еболі (італ. Eboli) — муніципалітет в Італії, у регіоні Кампанія,  провінція Салерно.
Еболі розташоване на відстані близько 260 км на південний схід від Рима, 75 км на схід від Неаполя, 26 км на схід від Салерно.
Населення — 39 838 осіб (2014).
Щорічний фестиваль відбувається 15 червня. Покровитель — святий Віт.

## Демографія
Населення за роками:

Станом на 1 січня 2023 року в муніципалітеті офіційно проживало 4849 іноземців з 65 країн, серед них 1535 громадян країн Євросоюзу та 305 громадян України.

## Клімат
| BATTIPAGLIA          | Місяці | Місяці | Місяці | Місяці | Місяці | Місяці | Місяці | Місяці | Місяці | Місяці | Місяці | Місяці | Пора | Пора | Пора | Пора | Рік  |
| BATTIPAGLIA          | Січ    | Лют    | Бер    | Кві    | Тра    | Чер    | Лип    | Сер    | Вер    | Жов    | Лис    | Гру    | Зим  | Вес  | Літ  | Осі  | Рік  |
| -------------------- | ------ | ------ | ------ | ------ | ------ | ------ | ------ | ------ | ------ | ------ | ------ | ------ | ---- | ---- | ---- | ---- | ---- |
| Темп. макс. (°C)     | 13.2   | 14.0   | 16.1   | 18.6   | 22.9   | 26.7   | 29.1   | 29.5   | 27.0   | 22.8   | 18.1   | 14.2   | 13.8 | 19.2 | 28.4 | 22.6 | 21   |
| Темп. мін. (°C)      | 4.9    | 5.2    | 6.5    | 8.4    | 11.7   | 15.1   | 17.5   | 17.8   | 15.9   | 12.6   | 8.7    | 6.0    | 5.4  | 8.9  | 16.8 | 12.4 | 10.9 |
| Опади (мм)           | 121    | 99     | 94     | 78     | 45     | 27     | 14     | 43     | 64     | 111    | 158    | 134    | 354  | 217  | 84   | 333  | 988  |
| Дні опадів (≥ 1 мм)  | 10     | 9      | 9      | 9      | 5      | 4      | 2      | 3      | 5      | 7      | 11     | 10     | 29   | 23   | 9    | 23   | 84   |
| Роза вітрів (Вузлів) | N 5.1  | N 5.3  | E 5.1  | E 4.5  | E 4.4  | E 4.1  | E 4.1  | E 4.1  | E 4.8  | E 5.6  | E 5.1  | E 5.7  | 5.4  | 4.7  | 4.1  | 5.2  | 4.8  |

## Уродженці
- Доменіко Казо (*1954) — італійський футболіст, півзахисник, згодом — футбольний тренер.

## Сусідні муніципалітети
- Альбанелла
- Баттіпалья
- Кампанья
- Капаччо-Паестум
- Олевано-суль-Тушіано
- Серре